# The Fast and the Furious (videojuego de 2004)
The Fast and the Furious (Wild Speed en Japón) es un videojuego de carreras con licencia de la película del mismo nombre desarrollado y publicado por Raw Thrills para arcade el 28 de julio de 2004 El juego es un sucesor espiritual de la saga Cruis'n; contiene elementos similares y el diseño de Eugene Jarvis.
El juego original fue adaptado para la Wii bajo el nombre Cruis'n'; con todos los elementos de la licencia de la saga eliminados.

## Jugabilidad
The Fast and the Furious juega de manera muy similar a la serie de juegos Cruis'n también diseñada por Eugene Jarvis. Hay 12 pistas en total y 16 autos para elegir. Las pistas del juego se basan en ubicaciones de la vida real.
Después de ingresar suficientes créditos para jugar, los jugadores pueden ingresar un número PIN usando el teclado numérico incorporado. Este número PIN guarda los datos de los jugadores, incluido el dinero ganado por otra sesión de juego.
Cada carrera es sencilla, sin atajos ni caminos alternativos. Los jugadores pueden pisar el acelerador, soltarlo y luego presionarlo nuevamente rápidamente para obtener un pequeño impulso y el automóvil hará estallar las ruedas delanteras en el aire. Cuando las ruedas delanteras están en el aire y el jugador golpea otro auto o salta, el auto saltará más alto en el aire y hará volteretas.

## Autos
- Toyota Supra
- Nissan 350Z
- Pontiac Firebird
- Mitsubishi Eclipse
- Toyota Celica GT-S
- Nissan Skyline GT-R
- Pontiac GTO
- Mitsubishi Lancer Evolution
- Toyota MR2 Spyder
- Dodge Charger
- Chevrolet Corvette
- Nissan 240SX

## Pistas
1. Times Square - Una carrera desde el Puente de Brooklyn a Times Square
2. Mojave: originalmente llamada Race Wars, Mojave es una carrera por las calles del desierto de Mojave, California
3. Barrio chino: una carrera por las calles y colinas de Barrio chino, San Francisco
4. Malibu - Una carrera por la playa de Malibu, California
5. Central Park - Una carrera por las calles de Central Park, Nueva York
6. L.A.Ghetto - Una carrera por las calles y zanjas de East Los Angeles, California
7. Golden Gate - Una carrera desde el puerto hasta el Puente Golden Gate en San Francisco, California
8. Nueva Inglaterra - Una carrera por las colinas de Nueva Inglaterra
9. Hollywood - Una carrera desde Grauman's Chinese Theatre a las colinas en Hollywood, Los Ángeles, California
10. S.F. Tour - Una carrera desde las calles hasta Fishermans Wharf, San Francisco en San Francisco
11. Barrio chino extendido - Un barrio chino más duro
12. Muholland Drive: la pista más dura del juego está en Hollywood.

## Antecedentes
Un juego basado en la franquicia para PlayStation 2 y Xbox fue desarrollado por Genki, el desarrollador de los juegos Tokyo Xtreme Racer, y publicado por Vivendi Universal Games, pero jamás fue lanzado. El lanzamiento estaba previsto para noviembre de 2003 bajo el nombre The Fast and the Furious. Se mostró en el E3 2003. Después de eso no se dio más información sobre el juego.